# Antennariidae
La famiglia degli Antennariidae comprende 47 specie di pesci d'acqua marina appartenenti all'ordine Lophiiformes.

## Distribuzione e habitat
Le specie della sottofamiglia Antennarinae sono diffusi in tutti i mari tropicali e subtropicali del globo, ad eccezione del Mar Mediterraneo, mentre i membri della sottofamiglia Histiophryninae sono diffusi nelle acque dell'arcipelago Indo-Australiano. Abitano acque profonde fino a 300 metri, frequentando fondali corallini e rocciosi. Histrio histrio vive invece nel Mar dei Sargassi.

## Descrizione

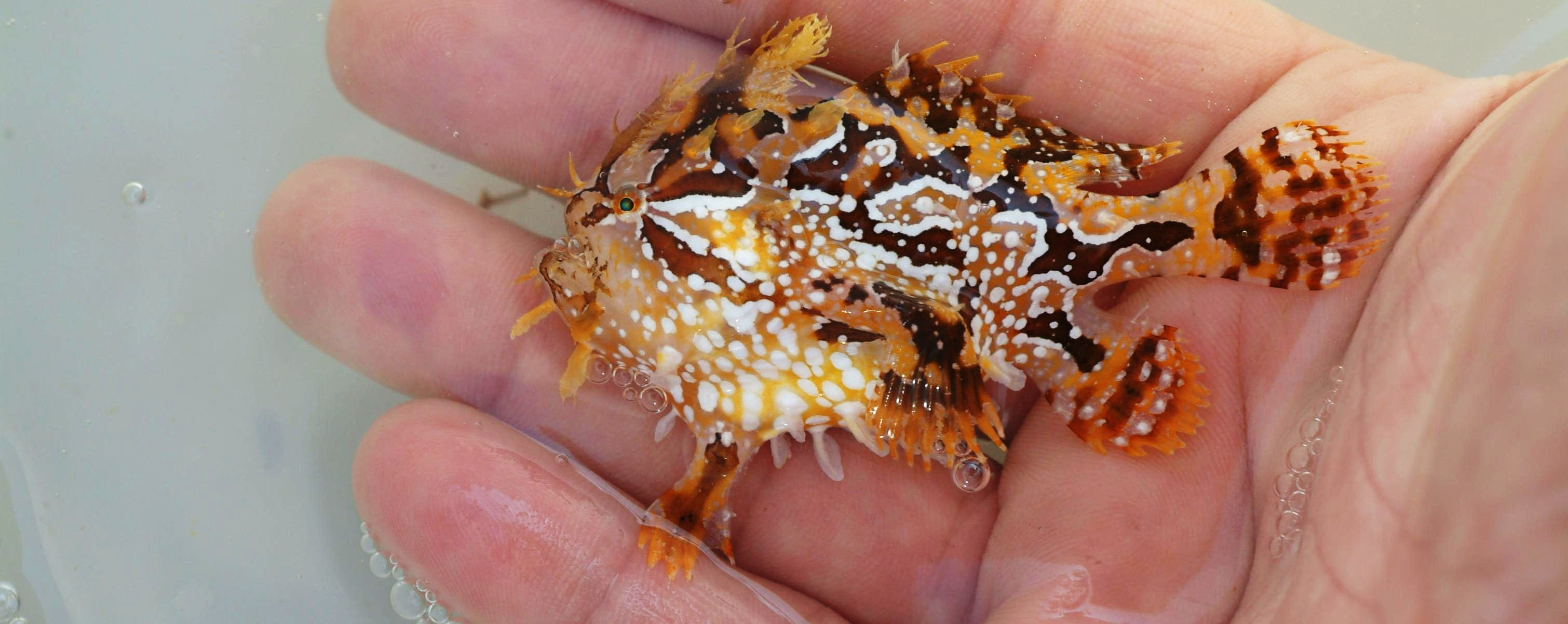
Histrio histrio

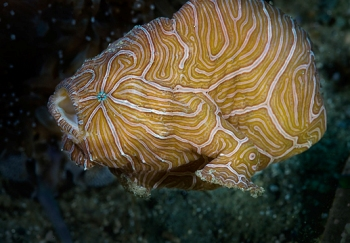
Histiophryne psychedelica

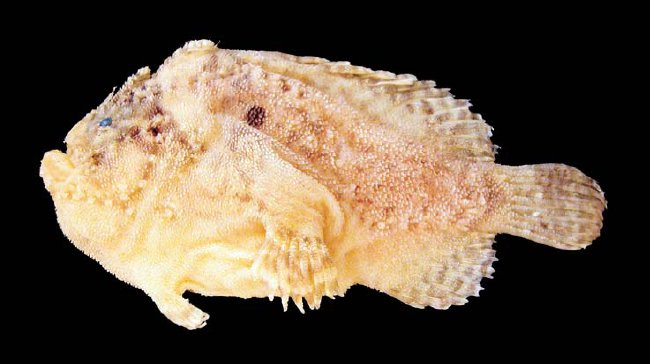
Lophiocharon hutchinsi

I pesci della famiglia Antennaridae presentano un corpo tozzo e ben poco idrodinamico, quasi sferico, con fronte alta, grande bocca rivolta verso l'alto e pinne pettorali prominenti, quasi a foggia di arti, che questi pesci usano per spostarsi tra rocce e coralli. Gli occhi sono piccoli. I primi tre raggi della pinna dorsale sono allungati e mobili, atti a formare un peduncolo che i pesci usano come esca. La livrea è tendenzialmente mimetica, con colori che variano da accesi (arancio, rosso, giallo) imitando i coralli, a spenti imitando rocce e fondali (beige, bruno, bianco). Come è caratteristico dei pesci dell'ordine Lophiiformes il corpo non è ricoperto da scaglie, ma munito di una pelle rugosa e ricca di formazioni filamentose e appendici cutanee, sempre a scopo mimetico.

## Riproduzione
In molte specie le femmine depongono migliaia di piccole uova racchiuse in una massa gelatinosa, mentre altre in un fluido adesivo usato per attaccare le uova al loro corpo.

## Alimentazione
Sono specie carnivore e molto voraci, che cacciano sfruttando il loro mimetismo e non disdegnano il cannibalismo.

## Tassonomia
Alla famiglia sono ascritti 13 generi divisi in due sottofamiglie:
Sottofamiglia Antennariinae:
- Antennarius Lacepède, 1798 (Fowlerichthys, ex genere ora sinonimo di Antennarius)
- Antennatus Schultz, 1957
- Fowlerichthys Barbour, 1941
- Histrio Fischer, 1813
- Nudiantennarius

Sottofamiglia Histiophryninae:
- Allenichthys
- Echinophryne
- Histiophryne
- Kuiterichthys
- Lophiocharon
- Phyllophryne
- Rhycherus Ogilby, 1907
- Tathicarpus

Genere a sé stante:
- Cheironectes